# حجر، استان رابغ
حجر (به عربی: حجر) یک منطقهٔ مسکونی در عربستان سعودی است که در استان مکه واقع شده‌است.